# Takiula Fahrensohn
Takiula Weston Wethu Fahrensohn (Auckland, 29 gennaio 1999) è un cestista neozelandese con cittadinanza tedesca.

## Carriera

### Nazionale
Nel 2022 ha disputato, con la nazionale neozelandese, i Campionati asiatici, conclusi al terzo posto finale.